# FUTURES
『FUTURES』（フューチャーズ）は、JFN系列局（一部の地域を除く）で放送されていたラジオ番組枠である。最終回時点の放送時間は平日 5:30 - 6:00。放送開始 - 2021年3月は土曜 5:00 - 6:00にも放送されていた。
2009年1月より、毎週土曜に政治・経済・国際・社会問題をメインとしたトーク番組『ON THE WAY ジャーナル』（オン・ザ・ウェイ ジャーナル、ON THE WAY JOURNAL）としてスタート（2010年10月からは月曜 - 金曜放送の平日版もスタート）。その後、日本と地域をテーマにした『サードプレイス』を経て、2017年10月に現行の『FUTURES』にタイトルを変更した。
このように番組タイトルは変遷しているが、日曜日放送の『PEOPLE』やかつて土曜日に放送された『ASIAN WALK』に範をとるトークやインタビューを中心とした情報番組というフォーマットは一貫している。
2021年3月27日に土曜版が終了してからは、平日の帯番組として放送が継続されていた。しかし、2024年9月30日に平日版についても終了することに伴い14年（土曜版を含めると15年9か月）の歴史に幕を閉じることになった。
なお、金曜放送の『REAL SPORTS』については単独番組として2024年10月7日より月曜 5:30 - 6:00 に放送日時を移動して継続する。火曜 - 金曜は『Memories & Discoveries』の枠を30分拡大することとなった。当項では単独番組としての『REAL SPORTS』も含め取り上げる。

## 歴史
- 2009年（平成19年）
  - 1月3日 - SATURDAY ON THE WAYが枠縮小し、新番組「ON THE WAY ジャーナル」開始。当初は毎週土曜 5:00 - 5:30の週1回放送。
  - 4月4日 - SATURDAY ON THE WAYの開始が繰り下がり、毎週土曜 5:00 - 6:00に拡大。
- 2010年（平成20年）10月1日 - 平日 5:30 - 6:00に開始し、同時に土曜は「ON THE WAY ジャーナル WEEKEND」（オン・ザ・ウェイ ジャーナル ウィークエンド）にタイトル変更。
- 2014年（平成26年）
  - 3月31日 - 平日「ON THE WAY ジャーナル」が終了。
  - 4月1日 - 平日「サードプレイス〜とびきり居心地のよい場所〜 THE GREAT GOOD PLACE "mahorova"」（サードプレイス とびきりいこごちのよいばしょ ザ・グレイド・グッド・プレイス マホロバ）にタイトル変更。
  - 10月4日 - 土曜を「サードプレイス」にタイトル変更。
- 2017年（平成29年）10月2日 - 全曜日「FUTURES」にタイトル変更。
- 2021年（令和3年）3月27日 - 土曜版が放送終了、後継番組は「レディークラウド」
- 2024年（令和6年）9月30日 - 平日版も放送終了。平日版のうち、金曜の「REAL SPORTS」は単独番組として月曜に放送曜日が移動。火曜 - 金曜は「Memories & Discoveries」の放送を 6:00 まで30分拡大（ただしTOKYO FMでは木曜 - 金曜は従来通り5:00までの放送）。

## 「FUTURES」ネット局
2023年4月時点。全て平日の放送で、放送時間の早い順から記載。
AIR-G'・FM AICHI・FM大阪・JOEU-FM・FM FUKUOKA・特別加盟局のinterfmは全ての曜日で未ネット。
全局、ウェブブラウザまたはスマートフォン・タブレット・スマートテレビなどのアプリを介して「radiko」（無料のリアルタイムまたはタイムフリー）または「radikoプレミアム」（有料のエリアフリー）で聴取可能。また、トーク部分はポッドキャストで配信。
| 放送対象地域   | 放送局名                                    | 放送時間                    | 備考                 |
| -------------- | ------------------------------------------- | --------------------------- | -------------------- |
| 青森県         | エフエム青森（AFB）                         | 平日 5:30 - 6:00            | [ 2 ]                |
| 岩手県         | エフエム岩手（FM IWATE）                    | 平日 5:30 - 6:00            |                      |
| 山形県         | エフエム山形（Rhythm Station）              | 平日 5:30 - 6:00            | [ 3 ]                |
| 福島県         | エフエム福島（ふくしまFM）                  | 平日 5:30 - 6:00            |                      |
| 群馬県         | エフエム群馬（FM GUNMA）                    | 平日 5:30 - 6:00            | [ 4 ]                |
| 新潟県         | エフエムラジオ新潟（FM-NIIGATA）            | 平日 5:30 - 6:00            |                      |
| 長野県         | 長野エフエム放送（FM長野）                  | 平日 5:30 - 6:00            | [ 2 ]                |
| 静岡県         | 静岡エフエム放送（K-MIX）                   | 平日 5:30 - 6:00            | [ 5 ]                |
| 富山県         | 富山エフエム放送（FMとやま）                | 平日 5:30 - 6:00            | [ 2 ]                |
| 滋賀県         | エフエム滋賀（e-radio）                     | 平日 5:30 - 6:00            | [ 4 ]                |
| 山口県         | エフエム山口（FMY）                         | 平日 5:30 - 6:00            |                      |
| 島根県・鳥取県 | エフエム山陰（V-air）                       | 平日 5:30 - 6:00            |                      |
| 香川県         | エフエム香川（FM香川）                      | 平日 5:30 - 6:00            | [ 4 ]                |
| 徳島県         | エフエム徳島（FM TOKUSHIMA）                | 平日 5:30 - 6:00            | [ 2 ]                |
| 鹿児島県       | エフエム鹿児島（μFM）                       | 平日 5:30 - 6:00            |                      |
| 沖縄県         | エフエム沖縄（FM沖縄）                      | 平日 5:30 - 6:00            |                      |
| 宮城県         | エフエム仙台（Date fm）                     | 平日 5:30 - 5:55            | [ 6 ]                |
| 秋田県         | エフエム秋田（AFM）                         | 平日 5:30 - 5:55            | [ 7 ]                |
| 三重県         | 三重エフエム放送（レディオキューブ FM三重） | 平日 5:30 - 5:55            | [ 8 ]                |
| 兵庫県         | 兵庫エフエム放送（Kiss FM KOBE）            | 平日 5:30 - 5:55            | [ 9 ] [ 10 ] [ 11 ]  |
| 高知県         | エフエム高知（Hi-Six）                      | 平日 5:30 - 5:55            | [ 8 ] [ 12 ]         |
| 宮崎県         | エフエム宮崎（JOY FM）                      | 平日 5:30 - 5:55            | [ 8 ]                |
| 栃木県         | エフエム栃木（RADIO BERRY）                 | 平日 5:30 - 5:54            | [ 13 ] [ 14 ]        |
| 石川県         | エフエム石川（HELLO FIVE）                  | 平日 5:30 - 5:54            | [ 13 ] [ 4 ]         |
| 福井県         | 福井エフエム放送（FM FUKUI）                | 平日 5:30 - 5:54            | [ 13 ] [ 14 ]        |
| 岐阜県         | エフエム岐阜（FM GIFU）                     | 平日 5:30 - 5:54            | [ 13 ]               |
| 広島県         | 広島エフエム放送（HFM）                     | 平日 5:30 - 5:54            | [ 13 ] [ 15 ]        |
| 岡山県         | 岡山エフエム放送（FM OKAYAMA）              | 平日 5:30 - 5:54            | [ 13 ] [ 14 ]        |
| 長崎県         | エフエム長崎（FM Nagasaki）                 | 平日 5:30 - 5:54            | [ 13 ]               |
| 大分県         | エフエム大分（Air-Radio FM88）              | 平日 5:30 - 5:54            | [ 13 ]               |
| 佐賀県         | エフエム佐賀（FMS）                         | 毎週火曜 - 金曜 5:30 - 6:00 | [ 16 ] [ 17 ]        |
| 熊本県         | エフエム熊本（FMK）                         | 毎週火曜 - 金曜 5:30 - 5:54 | [ 16 ] [ 17 ] [ 18 ] |
| 東京都         | エフエム東京（TOKYO FM）                    | 毎週月曜 - 木曜 5:30 - 6:00 | [ 19 ]               |

### 過去のネット局
| 放送対象地域 | 放送局名 | 放送時間             | 備考          |
| ------------ | -------- | -------------------- | ------------- |
| [ 注 1 ]     | interfm  | 毎週金曜 7:00 - 7:30 | [ 21 ] [ 22 ] |

## ラインナップ

### FUTURES
- 月曜日：落合陽一「RADIO PIXIE DUST」
- 火曜日：中島岳志「トーキングキャッチャー」 - 2021年4月6日より
- 水曜日：池坊専宗「池坊専宗3.0」 - 2022年10月5日より
- 木曜日：蒲田健「ラジオ版学問ノススメ」[23] -　もともと一部JFN系で60分番組として配信されていた番組。2022年3月25日まで金曜、2022年4月7日より木曜。
- 金曜日：五十嵐亮太、秋山真凜「REAL SPORTS」 - 2022年4月1日より[24]

#### FUTURES・過去のラインナップ
- 2021年3月まで放送されていた土曜日は週替わりパーソナリティにより放送されていた。以下は土曜版放送終了時点。
  - 第1週：金子達仁「スポーツプラネット」 - 2021年3月6日が最終回となった。
  - 第2週：中島岳志「トーキングキャッチャー」- 上記のとおり2021年4月より火曜日の毎週放送に移行。
  - 第3週：前田塁「前田塁の旅に出てみれば」 - 2021年3月20日が最終回となった。
  - 第4週：今村文彦「今村文彦の防災UPDATES!」 - ナビゲーター・板橋恵子。エフエム仙台（Date fm）制作。2021年3月27日が最終回となった。
  - 第5週：瀬尾傑「本のソムリエ」 - 第5週がある月のみの放送だったため、2021年1月30日が最終回となった。
- 松田卓也「SFからみるAIと人類の未来」 - 火曜日、2021年3月30日が最終回となった。
- 川島さわか「Sense of Wonder」 - 水曜日、「サードプレイス」時代の2016年10月開始、2022年3月30日が最終回となった。
- 大前創希「BIRD VIEW」 - 2022年3月31日まで木曜、2022年4月6日より水曜。2022年9月28日が最終回となった。

### 「サードプレイス」2014年度ラインナップ
- 月曜日（第5週除く）「日本再考 生き方最高!」
  - パーソナリティー

  1. 瀬戸内寂聴
  2. 服部幸應
  3. 今井彰
  4. 田原総一朗
- 火曜日（第5週除く）「日本の現在　政治・経済・地域の今」
  - パーソナリティー

  1. 工藤泰志
  2. 町田徹
  3. 今村文彦
  4. 瀬尾傑
- 水曜日「日本を問う　タブーに挑戦」
  - パーソナリティー　田原総一朗、本郷明美
- 木曜日（第5週除く）「日本を読み解く　地域再生の旗手・話題新著の作者登場」
  - パーソナリティー　月替わりゲスト
- 金曜日「地域問題解決プロジェクト"Diagram"（ダイヤグラム）」
  - パーソナリティー　月替わりゲスト
- 第5週がある場合の月・火・木曜日「スペシャルエディション・日本の地域最前線」
  - パーソナリティー　日替わりゲスト

### 「ON THE WAY ジャーナル」時代の主な番組内容
太字は、2014年4月より開始した「サードプレイス」に引き継がれた。
- 神保哲生のワールド・レポート
- 工藤泰志 言論のNPO
- 田原総一朗のタブーに挑戦
- 町田徹 経済ジャーナル
- 月刊 寺島実郎の世界 他

## REAL SPORTS
『REAL SPORTS』（リアルスポーツ）は、ラジオスポーツ情報番組である。スポーツ情報WEBサイト「REAL SPORTS」とタッグを組み、アスリート・スポーツ界の「リアル」と「声」を届ける。
放送開始後1年間はinterfm制作により、土曜日に関東ローカルで放送されていたが、2022年4月にinterfmの親会社であるJFNCに本番組の制作を移管、「FUTURES」の金曜枠として一部地域を除く全国ネットとなり、interfmも同番組のネット局として2023年3月まで放送を継続した。
その後、2024年10月よりinterfm制作時代以来の単独番組となり、月曜に移動。interfmで打ち切られていた東京地区でのネットがTOKYO FMにて再開された。

### 「REAL SPORTS」ネット局
2024年10月現在、JFNC制作の単独番組としてのネット局を表記。
以下の表に記載のない系列局（AIR-G'・FM AICHI・FM大阪・JOEU-FM・FM FUKUOKA・FMS・FMK・interfm）は未ネット。
全局、ウェブブラウザまたはスマートフォン・タブレット・スマートテレビなどのアプリを介して「radiko」（無料のリアルタイムまたはタイムフリー）または「radikoプレミアム」（有料のエリアフリー）で聴取可能。
| 放送対象地域   | 放送局名                                    | 放送時間         | 備考   |
| -------------- | ------------------------------------------- | ---------------- | ------ |
| 青森県         | エフエム青森（AFB）                         | 月曜 5:30 - 6:00 |        |
| 岩手県         | エフエム岩手（FM IWATE）                    | 月曜 5:30 - 6:00 |        |
| 山形県         | エフエム山形（Rhythm Station）              | 月曜 5:30 - 6:00 |        |
| 福島県         | エフエム福島（ふくしまFM）                  | 月曜 5:30 - 6:00 |        |
| 群馬県         | エフエム群馬（FM GUNMA）                    | 月曜 5:30 - 6:00 |        |
| 東京都         | エフエム東京（TOKYO FM）                    | 月曜 5:30 - 6:00 |        |
| 新潟県         | エフエムラジオ新潟（FM-NIIGATA）            | 月曜 5:30 - 6:00 |        |
| 長野県         | 長野エフエム放送（FM長野）                  | 月曜 5:30 - 6:00 |        |
| 静岡県         | 静岡エフエム放送（K-MIX）                   | 月曜 5:30 - 6:00 |        |
| 富山県         | 富山エフエム放送（FMとやま）                | 月曜 5:30 - 6:00 |        |
| 滋賀県         | エフエム滋賀（e-radio）                     | 月曜 5:30 - 6:00 |        |
| 広島県         | 広島エフエム放送（HFM）                     | 月曜 5:30 - 6:00 |        |
| 山口県         | エフエム山口（FMY）                         | 月曜 5:30 - 6:00 |        |
| 島根県・鳥取県 | エフエム山陰（V-air）                       | 月曜 5:30 - 6:00 |        |
| 香川県         | エフエム香川（FM香川）                      | 月曜 5:30 - 6:00 |        |
| 徳島県         | エフエム徳島（FM TOKUSHIMA）                | 月曜 5:30 - 6:00 |        |
| 鹿児島県       | エフエム鹿児島（μFM）                       | 月曜 5:30 - 6:00 |        |
| 沖縄県         | エフエム沖縄（FM沖縄）                      | 月曜 5:30 - 6:00 |        |
| 宮城県         | エフエム仙台（Date fm）                     | 月曜 5:30 - 5:55 |        |
| 秋田県         | エフエム秋田（AFM）                         | 月曜 5:30 - 5:55 |        |
| 三重県         | 三重エフエム放送（レディオキューブ FM三重） | 月曜 5:30 - 5:55 |        |
| 兵庫県         | 兵庫エフエム放送（Kiss FM KOBE）            | 月曜 5:30 - 5:55 | [ 25 ] |
| 高知県         | エフエム高知（Hi-Six）                      | 月曜 5:30 - 5:55 | [ 26 ] |
| 栃木県         | エフエム栃木（RADIO BERRY）                 | 月曜 5:30 - 5:54 | [ 27 ] |
| 石川県         | エフエム石川（HELLO FIVE）                  | 月曜 5:30 - 5:54 |        |
| 福井県         | 福井エフエム放送（FM FUKUI）                | 月曜 5:30 - 5:54 | [ 27 ] |
| 岐阜県         | エフエム岐阜（FM GIFU）                     | 月曜 5:30 - 5:54 |        |
| 岡山県         | 岡山エフエム放送（FM OKAYAMA）              | 月曜 5:30 - 5:54 | [ 27 ] |
| 長崎県         | エフエム長崎（FM Nagasaki）                 | 月曜 5:30 - 5:54 |        |
| 大分県         | エフエム大分（Air-Radio FM88）              | 月曜 5:30 - 5:54 |        |
| 宮崎県         | エフエム宮崎（JOY FM）                      | 月曜 5:30 - 5:54 |        |